# М114
М114 (енгл. M114 Command and Reconnaissance Carrier) је америчко оклопно возило, које је дизајнирано и произвођено 60-их година, од стране Џенерал Моторса. Возило је нашло широку примену током рата у Вијетнаму.

## Карактеристике
М114 је лаки оклопни транспортер, са амфибијским способностима. Рађен је на основу возила М113, са којим је исте године уведен у употребу.
Спољашњим изгледом подсећа на мању верзију оклопног возила М113. Мале је масе, и може се лако транспортовати авионом и избацити падобраном.
Купола се може ротирати за 360°, а на куполи се налази митраљез Браунинг М2 или минобацач.
Оклоп је израђен од алуминијума, и тежак је око 5.94 тоне.
М114 користи бензински осмоцилиндрични мотор Шевролет 283, од 160 коњских снага. Максимална брзина, коју возило може да постигне је 58 km/h.
Током рата у Вијетнаму, М114 је показао врло лоше резултате.

## Војна употреба
М114 је уведен 1962. године током рата у Вијетнаму, као извиђачко возило које је требало да буде допуна возилу М113.
Међутим за разлику од М113, који је и данас у употреби, М114 је током рата показао врло лоше резултате, па је 1964. године повучен из рата. Возило је било технички непоуздано, и није било прилагођено лошем терену. Мотор је био преслаб, а оклопна заштита је била исувише рањива. Амерички генерал Крејтон Абрамс је 1973. године, прогласио М114 за тотални промашај, и наредио његово повлачење из употребе.